# Остапенко, Лилия Владимировна
Остапенко Лилия Владимировна (сценическое имя Лилея, род. 30 марта 1962, Кривой Рог, Днепропетровская область) — советская и украинская эстрадная и джазовая певица (сопрано), скрипачка, композитор, преподаватель музыки. Лауреат фестивалей «Червона рута» (1995), «Вильнюс-94».

## Биография
Родилась 30 марта 1962 года в городе Кривой Рог Днепропетровской области.
В 1977 году окончила среднюю школу № 42 в Кривом Роге.
В 1987 году окончила Донецкую консерваторию по классу скрипки О. Запольского.
По окончании консерватории преподавала в детской музыкальной школе Кривого Рога по классу скрипки. Одновременно с 1982 года — участница ансамбля Александра Гебеля «Джаз-хорал». Осенью 1990 года на фирме «Мелодия» записана первая пластинка «Джаз-хорала» с солисткой Лилией Остапенко.
В 1993 году как сольная исполнительница приняла участие в фестивале «Музыкальный сэндвич» в Кривом Роге, где стала лауреатом первой премии. С песнями «Тополя» и «Ой, як би я мала…» приобрела всеукраинскую популярность после участия в хит-параде «12-2» на «Радио Проминь». После чего начала сольную карьеру. Летом 1993 года в кировоградской звукозаписывающей студии «Элема» записала дебютный сольный поп-джазовый альбом «Я пою тебе». Автором музыки была Лилия, стихи написала её коллега по «Джаз-хоралу» Светлана Дадурина, звукорежиссёр Олег Ступка.
В 1994 году стала лауреатом международного фестиваля исполнителей «Вильнюс-94», в 1995 году заняла второе место в категории популярная музыка на всеукраинском фестивале «Червона рута» в Севастополе.
В октябре 1995 года под сценическим именем Лилея записала русскоязычный поп-альбом «Прощай мой друг», составленный из собственных песен, написанных за 10 лет до записи. В начале 1997 года вышел CD «У нас есть шанс», аранжированный Юрием Савченко и записанный Владимиром Критовичем на «Студии Льва».
С 1998 года жила и работала в Киеве. В 1999—2005 годах — солистка вокального коллектива «Джаз-экспромт» под руководством Александра Лысоконя. В составе ансамбля гастролировала в Польше, Австрии, Грузии, Финляндии. В 2000—2006 и 2013 году — преподаватель кафедры эстрадного пения Киевского университета культуры и искусств. В апреле 2006 года провела авторский концерт во дворце «Украина».
В 2006—2011 годах жила и работала в Нью-Йорке, где с 2007 года преподавала в Украинском музыкальном институте, выступала с концертами в Детройте, Нью-Йорке, Филадельфии и Чикаго.

## Творческая деятельность
Автор песен на слова поэтов Михаила Ткача, Юрия Рыбчинского, Николая Лукива, Вадима Крищенко. Её песни составили основу альбомов Таисии Повалий «Сладкий грех» и Екатерины Бужинской «Музыка, которую Вы любите…» Среди исполнителей её песен — Ани Лорак, Алла Кудлай, Надежда Шестак, Оксана Пекун и другие.
В 2001 году вышел двухкассетный магнитоальбом «Женщинам от женщин», в который вошли песни Лилии Остапенко на слова Ольги Ткач в исполнении Таисии Повалий, Валентины Степовой, Аллы Кудлай, Ани Лорак, Екатерины Бужинской, Оксаны Пекун, Надежды Шестак.

### Дискография
- «Я пою тебе» (1994);
- «Прощай, мой друг» (1995);
- «У нас есть шанс» (1996);
- «Между небом и землёй» (1998);
- «Судьба» (2003);
- «Осенний романс» (2015).